# Баджо (язык)
Ба́джо (Badjaw, Badjo, Bajao, Bajo, Bayo, Gaj, Indonesian Bajau, Indonesian Bajaw, Orang Laut, Sama, Taurije’ne’) — язык «морских цыган» баджо, проживающих на территории островной Юго-Восточной Азии. Язык распространён в подрайонах Беланг, Вори, Тумпаан на севере провинции Сулавеси, в подрайонах Попаято, Тиламута провинции Горонтало, в регентствах Боне, Силаяр, Синджай на юге провинции Сулавеси, на островах Бакан, Кайоа, Оби, Сула на севере провинции Малуку, на островах восточной части моря Сунда, в Центральной и Юго-Восточной Сулавеси провинциях. Также широко распространён на всей территории Индонезии.

## Диалекты
- У баджо (сулавесийского диалекта) есть несколько диалектов: валлаче, джампеа, джая-бакти, каджоа, маталаанг, посо, роти, саме, суламу, тогиан.
- Мапунский диалект (Bajau Kagayan, Cagayan, Cagayan de Sulu, Cagayanen, Cagayano, Cagayanon, Jama Mapun, Kagayan, Mapun, Orang, Orang Kagayan, Sama Mapun) распространён на острове Кагаян-де-Сулу (Мапун) провинции Тави-Тави мусульманского автономного региона Минданао на Филиппинах, а также в 9 деревнях на западном побережье городов Кота-Кинабалу, Кудат, Маруду дивизии Бангги штата Сабах в Малайзии.
- Сабахский диалект (Land Bajaw, West Coast Bajao, West Coast Bajau, West Coast Bajaw) распространён в штате Сабах. Имеет диалекты: бангги, каванг, кота-белуд, папар, питас, путатан, сандакан.